# Chá de araruta
O chá de araruta, também chamado de chá de kudzu, é uma bebida tradicional japonesa e coreana feito a partir de araruta do leste asiático, um tipo de kudzu. O chá também é chamado de kuzuyu (葛湯; くずゆ) em japonês, e chikcha (칡차), galgeun-cha (갈근차; 갈근차; 葛根茶) e galbun-cha (갈분차; 葛粉茶) em coreano.

## Preparação

### Japão
Kuzuyu (葛湯) é uma bebida doce japonesa que é feita adicionando farinha de kudzu à água quente. Tem uma textura espessa, semelhante a mel, e uma aparência pálida e translúcida.
Em japonês, Kuzu (葛) é a palavra para "kudzu", que também é traduzido como "araruta", embora o kudzu e a araruta sejam plantas distintas. Yu (湯) significa "água quente". Em inglês, o nome da bebida é às vezes traduzido como mingau de amido de kudzu ou chá de araruta.
Para fazer o Kuzuyu, a farinha de Kudzu é adicionada à água quente e mexida até engrossar. A farinha de Kudzu, ou Kuzuko (葛粉), é um pó feito da raiz seca da planta de kudzu. Ela também pode ser usada em molhos e sopas asiáticos, pois é um poderoso agente espessante.

### Coréia
O chikcha (칡차; "chá de araruta") pode ser feito com araruta fatiada do leste asiático ou com o pó de amido produzido a partir da raiz. Chick (칡) é o nome coreano nativo da planta, enquanto cha (차; 茶) significa "chá". Chikcha também pode se referir ao chá feito de flores de araruta. Já o chá feito de araruta em pó também é chamada de galbun-cha (갈분 차; 葛粉 茶). Gal (갈; 葛) é o nome sino-coreano para a planta e bun (분; 粉) é a tradução de "pó". Por outro lado, o chá feito fervendo as raízes secas é chamado galgeun-cha (갈근차; 葛根 茶), sendo geun (근; 根) o significado de "raiz".
As raízes são colhidas desde o final do outono até o início da primavera. Elas são lavadas, descascadas e secadas ao sol. Para fazer o chá é necessário cerca de quinze a vinte gramas de raízes frescas, que são cozidas em fogo brando em seiscentos milímetros de água, até que seja reduzida em dois terços. Jujubas também podem ser cozidas com as raízes desfiadas, caso seja desejado. O chá pode ser servido quente ou frio. Embora o mel possa ser adicionado a gosto, o açúcar não é recomendado.
Um chá alternativo pode ser feito por araruta moída. Primeiro, as raízes são fatiadas em pedaços finos. Elas são secos por vinte dias à sombra, seguidos por dez dias em uma quente sala ondol e, posteriormente, moídas em pó de amido. O chá é então feito misturando o amido em pó com água quente. O chá tipo mingau resultante também pode ser combinado com açúcar, leite, chá verde ou cacau. Chá semelhante também pode ser feito com amido em pó dos bulbos escamosos de Katakuri.
O chikcha feito com as flores de araruta também pode ser preparado com a infusão de duas flores secas, de preferência colhidas em agosto, em seiscentos milímetros de água quente.

## Uso medicinal
O kudzu contém um pequeno número de isoflavonas úteis chamadas daidzina, daidzeína e puerarina, que podem ter um efeito positivo nas dores de cabeça. Kakkontō (葛根湯), uma variação do Kuzuyu que pode incluir canela, também é usada como remédio para ressacas na medicina tradicional chinesa. Nesta, o kudzu e a canela são considerados duas das cinquenta ervas fundamentais.